# سایه توفان
سایه توفان (به انگلیسی: Storm Shadow)، یک موشک کروز هواپایه بریتانیایی، فرانسوی و ایتالیایی است که توسط شرکت ام‌بی‌دی‌ای ساخته شده‌است. سایه توفان نام بریتانیایی این سلاح است اما در فرانسه این موشک تحت عنوان (به انگلیسی: SCALP EG) به خدمت گرفته شده که به معنی موشک کروز دور ایستای برد بلند چند منظوره است. این موشک براساس مدل قبلی موشک ضد باند آپاچی ام‌بی‌دی‌ای طراحی شده‌است و تفاوت آن‌ها در این است که موشک سایه توفان به‌جای بهره‌گیری از سرجنگی خوشه‌ای از کلاهکی واحد استفاده می‌کند.

## استفاده‌کنندگان
- فرانسه: سفارش ۵۰۰ موشک در سال ۱۹۸۸ برای نیروی هوایی فرانسه، سفارش ۵۰ موشک در سال ۲۰۰۶ و سفارش ۱۰۰ موشک دیگر در سال ۲۰۰۹ برای نیروی دریایی فرانسه
- یونان: سفارش ۹۰ موشک برای نیروی هوایی یونان
- عربستان سعودی: قراردادی به ارزش ۱٫۸ میلیون دلار برای تأمین ۳۵۰ موشک برای نیروی هوایی سلطنتی عربستان سعودی
- امارات متحده عربی: تعدادی نامعلوم تحت عنوان شاهین سیاه
- بریتانیا: سفارش ۹۰۰ موشک برای نیروی دریایی سلطنتی بریتانیا